# Camille Bombois
Camille Bombois (* 3. Januar 1883 in Venarey-les-Laumes; † 11. Juni 1970 in Paris) war ein bedeutender französischer Maler.

## Leben
Camille Bombois wuchs als Sohn eines Binnenschiffers auf einem Schleppkahn auf. Er verdingte sich in frühen Jahren als Knecht, Hilfskraft und Jahrmarkt-Ringer. Mit 20 Jahren kam er nach Paris, wo er als Arbeiter in der Metro und in einer Zeitungsdruckerei tätig war. Im Laufe der Zeit begann er zu malen. Er widmete sich hauptsächlich der Malerei, vor allem weiblichen Akten, Landschaften und Szenen aus dem Jahrmarktleben. 1922 wurden seine Bilder erstmals auf dem Montmartre ausgestellt. Dort wurde der deutsche Kunsthändler Wilhelm Uhde auf ihn aufmerksam und zeigte ihn 1928 gemeinsam mit André Bauchant, Séraphine Louis, Henri Rousseau, und Louis Vivin in der Ausstellung Les Peintres du cœur sacré. Alfred H. Barr nahm ihn 1938 in seine Ausstellung Masters of Popular Painting. Modern Primitives of Europe and America im Museum of Modern Art auf. Bombois war unter anderem Teilnehmer der ersten Documenta 1955 in Kassel.
1937 wurden in der NS-Aktion „Entartete Kunst“ aus dem Städtischen Kunsthaus Kassel sein Tafelbild Die Angler beschlagnahmt. Es ging 1939 zur „Verwertung“ auf dem Kunstmarkt an den Kunsthändler Hildebrand Gurlitt. Der Verbleib galt als ungeklärt. Möglicherweise handelt es sich um das in der LOST Art-Datenbank des Deutschen Zentrums Kulturgutverluste als Fund verzeichnete Bild (Lost Art-ID 237660).
Werke Bombois sind unter anderem Teil der Sammlung Zander in Köln, der Nationalgalerie in Berlin, des Centre Georges-Pompidou, Paris, und des Museum of Modern Art in New York.

## Ausstellungen
- Ausstellung 01. André Bauchant | Camille Bombois | Séraphine Louis | Henri Rousseau | Louis Vivin. Sammlung Zander, Köln (25. November 2023 – 24. April 2024)[10]
- Welche Moderne? In- und Outsider der Avantgarde. Sprengel Museum Hannover, Hannover (6. Mai 2023 – 17. September 2023), Kunstsammlungen Chemnitz, Chemnitz (22. Oktober 2023 – 14. Januar 2024)[11]
- Die Maler des Heiligen Herzens. Museum Frieder Burda, Baden-Baden (16. Juli 2022 – 20. November 2022), Museen Böttcherstraße, Bremen (3. Dezember 2022 – 12. März 2023)[12]
- Du Dounier Rousseau à Seraphine. Le grands maître naïfs. Musée Maillol, Paris (11. September 2019 – 23. Februar 2020)[13]
- Outliers and American Vanguard Art. National Gallery, Washington D.C. (28. Januar 2018 – 13. Mai 2018), High Museum of Art, Atlanta (24. Juni 2018 – 30. September 2018), Los Angeles County Museum of Art, Los Angeles (18. November 2018 – 18. März 2019)[13]
- 27 Künstler, 209 Werke. Sammlung Zander, Bönnigheim (23. März – 28. August 2016)[13]
- Der Schatten der Avantgarde. Rousseau und die vergessenen Maler. Folkwang Museum, Essen (2. Oktober 2015 – 10. Januar 2016)[13]
- Die Clowns des Camille Bombois. Museum Charlotte Zander, Bönnigheim (30. Mai 1999 – 24. Oktober 1999)[13]
- Die Kunst der Naiven. Themen und Beziehungen. Haus der Kunst, München (1. November 1974 – 12. Januar 1975), Kunsthaus Zürich, Zürich (25. Januar 1975 – 31. März 1975)[13]
- documenta. Kunst des XX. Jahrhunderts. Internationale Ausstellung, Museum Fridericianum, Kassel (16. Juli 1955 – 18. September 1955)[13]
- Masters of Popular Painting. Modern Primitives of Europe and America. Museum of Modern Art, New York (27. April – 24. Juli 1938)[13]
- Les Peintres du cœur sacré, Galerie des Quatres Chemins, Paris (8. Juni – 21. Juni 1928)[13]